# Тенгстранд, Пер
Пер Тенгстранд (швед. Per Tengstrand; род. 1968, Векшё) — шведский пианист.
Ученик Ханса Ингвара Полссона, занимался также у Доминика Мерле. В 1996 г. удостоен второй премии на Международном конкурсе исполнителей в Женеве (первая премия не была присуждена), в 1997 г. выиграл Кливлендский международный конкурс пианистов. Выступая в составе фортепианного дуэта с китайской пианисткой Сунь Шаньшань, в 2003 гг. выиграл также конкурс фортепианных дуэтов в Майами.
Среди записей Тенгстранда — произведения Моцарта, Шопена, Листа, скандинавских композиторов. В дуэте с Сунь Шаньшань он записал, в частности, диск русской музыки для двух фортепиано, включающий сюиты Чайковского (из балета «Щелкунчик»), Аренского и Рахманинова.